# 民权镇
民权镇，是中华人民共和国甘肃省武威市古浪县下辖的一个乡镇级行政单位。
2016年，甘肃省民政厅批复同意撤销民权乡，设立民权镇。

## 行政区划
民权镇下辖以下地区：
金星村、西川村、杜庄村、团庄村、台子村、红旗村、峡口村、山湾村、沙河沿村、民权村、长岭村和土沟村。